# Il re si diverte
Il re si diverte è un film del 1941 diretto da Mario Bonnard, tratto dall'omonimo dramma teatrale di Victor Hugo, da cui fu in seguito tratta la celebre opera lirica Rigoletto di Giuseppe Verdi, di cui il film riprende le musiche.

## Trama
XVI secolo. Rigoletto, il buffone di corte del re Francesco I di Francia si vede rapire l'amata figlia Gilda. Cerca di vendicarsi, ma una serie di eventi fa sì che venga uccisa proprio Gilda.

## Produzione
Il film venne girato presso gli stabilimenti romani della Scalera Film.

## Colonna sonora
Tra gli artisti lirici presenti nella colonna sonora vi sono Toti Dal Monte e Ferruccio Tagliavini.

## Distribuzione
La pellicola venne distribuita nel circuito cinematografico italiano il 25 ottobre del 1941.

## Critica
(Filippo Sacchi)
(Mario Gromo)